# Regiae
Regiae (łac. Diocesis Regiensis) – stolica historycznej diecezji we Cesarstwie rzymskim w prowincji Mauretania Cezarensis, współcześnie kojarzona z miastem Arbal w Algierii. 

## Biskupi tytularni
| Lp. | Biskup                    | Funkcja                                   | Od                   | Do                |
| --- | ------------------------- | ----------------------------------------- | -------------------- | ----------------- |
| 1   | Marcel Daubechies         | wikariusz apostolski Bangueolo (Zambia)   | 3 lutego 1950        | 25 kwietnia 1959  |
| 2   | Thomas Joseph Riley       | biskup pomocniczy Bostonu (USA)           | 31 października 1959 | 17 sierpnia 1977  |
| 3   | Luis María Estrada Paetau | wikariusz apostolski Izabal (Gwatemala)   | 27 października 1977 | 25 marca 2011     |
| 4   | Donald Hying              | biskup pomocniczy Milwaukee (USA)         | 26 maja 2011         | 24 listopada 2014 |
| 5   | Janusz Danecki            | biskup pomocniczy Campo Grande (Brazylia) | 25 lutego 2015       | 30 sierpnia 2024  |
| 6   | Carlo Maria Polvani       | urzędnik Kurii Rzymskiej                  | 12 stycznia 2025     |                   |